# Goa'uld
Els Goa'uld són una raça extraterrestre en l'univers ficcional de Stargate.
El seu aspecte és similar al d'una petita serp, però normalment es troben amagats en els cossos d'altres éssers, com els humans, dels quals se n'aprofiten com un paràsit. Els Goa'uld són capaços de controlar la voluntat dels éssers a qui posseeixen introduint-se dins del seu cervell. La unió biològica entre un Goa'uld i un hoste confereix a aquest una sorprenent longevitat i resistència física, lliurant-lo de les malalties i conferint-li gran capacitat de regeneració.
La majoria dels Goa'uld són megalòmans i egocèntrics, i es nodreixen dels recursos i tecnologies d'altres races, mitjançant les quals aconsegueixen dominar la galàxia i presentar-se a ells mateixos com a déus omnipotents. La majoria de les deïtats de l'antiguitat que adoraven els egipcis i altres cultures a la terra eren en realitat Goa'ulds que utilitzaven els humans com a esclaus per a servir els seus pròpòsits.
Els Goa'uld més importants formen un grup oligàrquic anomenat els senyors del sistema, una dèbil aliança que governa la galàxia. Aquests tenen un grup opositor anomenat Tok'ra, un grup de Goa'ulds que es neguen a prendre hostes en contra la seva voluntat i que lluiten activament per derrotar-los.
Els Goa'uld apareixen per primer cop en la pel·lícula Stargate (1994) i de forma molt recurrent al llarg de la sèrie Stargate SG-1, on són els enemics principals de les Forces Aèries dels Estats Units que controla el projecte Stargate.
El Zat'n'ktel, o més breument zat, és una arma de mà de tecnologia Goa'uld dintre de l'univers fictici de la sèrie Stargate SG-1. És usada normalment pels Tok'ra. Posseeix una característica especial, un tret de zat causa gran dolor, dos trets maten i el tercer desintegra el cos.